# Сєверна (Яшкинський округ)
Сє́верна (рос. Северная) — присілок у складі Яшкинського округу Кемеровської області, Росія.

## Населення
Населення — 93 особи (2010; 161 у 2002).
Національний склад (станом на 2002 рік):
- росіяни — 98 %